# Liste des titres musicaux numéro un au classement radio en France en 2014
Cette page liste les titres musicaux numéro un au classement radio en France pour l'année 2014 selon le Syndicat national de l'édition phonographique (SNEP).

## Classement des titres les plus diffusés par semaine
| №  | Date          | Artiste                                 | Titre                            |
| -- | ------------- | --------------------------------------- | -------------------------------- |
| 1  | 6 janvier     | Pharrell Williams                       | Happy                            |
| 2  | 13 janvier    | Pharrell Williams                       | Happy                            |
| 3  | 20 janvier    | Pharrell Williams                       | Happy                            |
| 4  | 27 janvier    | Pharrell Williams                       | Happy                            |
| 5  | 3 février     | Pharrell Williams                       | Happy                            |
| 6  | 10 février    | Pharrell Williams                       | Happy                            |
| 7  | 17 février    | Pharrell Williams                       | Happy                            |
| 8  | 24 février    | Pharrell Williams                       | Happy                            |
| 9  | 3 mars        | Pharrell Williams                       | Happy                            |
| 10 | 10 mars       | Pharrell Williams                       | Happy                            |
| 11 | 17 mars       | Avicii featuring Audra Mae              | Addicted to you                  |
| 12 | 24 mars       | Avicii featuring Audra Mae              | Addicted to you                  |
| 13 | 31 mars       | Cris Cab featuring Pharrell Williams    | Liar Liar                        |
| 14 | 7 avril       | Major Lazer featuring Sean Paul         | Come On to Me (en)               |
| 15 | 14 avril      | Major Lazer featuring Sean Paul         | Come On to Me (en)               |
| 16 | 21 avril      | Major Lazer featuring Sean Paul         | Come On to Me (en)               |
| 17 | 28 avril      | Cris Cab featuring Pharrell Williams    | Liar Liar                        |
| 18 | 5 mai         | Cris Cab featuring Pharrell Williams    | Liar Liar                        |
| 19 | 12 mai        | Milky Chance                            | Stolen Dance                     |
| 20 | 19 mai        | Milky Chance                            | Stolen Dance                     |
| 21 | 26 mai        | Milky Chance                            | Stolen Dance                     |
| 22 | 2 juin        | Mr Probz                                | Waves (Robin Schulz remix)       |
| 23 | 9 juin        | Mr Probz                                | Waves (Robin Schulz remix)       |
| 24 | 16 juin       | Black M                                 | Sur ma route                     |
| 25 | 23 juin       | Black M                                 | Sur ma route                     |
| 26 | 30 juin       | Coldplay                                | A Sky Full of Stars              |
| 27 | 7 juillet     | Coldplay                                | A Sky Full of Stars              |
| 28 | 14 juillet    | Coldplay                                | A Sky Full of Stars              |
| 29 | 21 juillet    | Coldplay                                | A Sky Full of Stars              |
| 30 | 28 juillet    | Coldplay                                | A Sky Full of Stars              |
| 31 | 4 août        | Coldplay                                | A Sky Full of Stars              |
| 32 | 11 août       | Coldplay                                | A Sky Full of Stars              |
| 33 | 18 août       | Coldplay                                | A Sky Full of Stars              |
| 34 | 25 août       | Lilly Wood and the Prick & Robin Schulz | Prayer in C (Robin Schulz remix) |
| 35 | 1er septembre | Coldplay                                | A Sky Full of Stars              |
| 36 | 8 septembre   | Coldplay                                | A Sky Full of Stars              |
| 37 | 15 septembre  | Lilly Wood and the Prick & Robin Schulz | Prayer in C (Robin Schulz remix) |
| 38 | 22 septembre  | Lilly Wood and the Prick & Robin Schulz | Prayer in C (Robin Schulz remix) |
| 39 | 29 septembre  | Fréro Delavega                          | Sweet Darling                    |
| 40 | 6 octobre     | Fréro Delavega                          | Sweet Darling                    |
| 41 | 13 octobre    | Fréro Delavega                          | Sweet Darling                    |
| 42 | 20 octobre    | David Guetta featuring Sam Martin       | Dangerous                        |
| 43 | 27 octobre    | David Guetta featuring Sam Martin       | Dangerous                        |
| 44 | 3 novembre    | David Guetta featuring Sam Martin       | Dangerous                        |
| 45 | 10 novembre   | David Guetta featuring Sam Martin       | Dangerous                        |
| 46 | 17 novembre   | David Guetta featuring Sam Martin       | Dangerous                        |
| 47 | 24 novembre   | David Guetta featuring Sam Martin       | Dangerous                        |
| 48 | 1er décembre  | David Guetta featuring Sam Martin       | Dangerous                        |
| 49 | 8 décembre    | David Guetta featuring Sam Martin       | Dangerous                        |
| 50 | 15 décembre   | David Guetta featuring Sam Martin       | Dangerous                        |
| 51 | 22 décembre   | David Guetta featuring Sam Martin       | Dangerous                        |
| 52 | 29 décembre   | David Guetta featuring Sam Martin       | Dangerous                        |

## Classement des titres les plus diffusés de l'année
| №  | Artiste                                 | Titre                            |
| -- | --------------------------------------- | -------------------------------- |
| 1  | Pharrell Williams                       | Happy                            |
| 2  | Coldplay                                | A Sky Full of Stars              |
| 3  | Cris Cab featuring Pharrell Williams    | Liar Liar                        |
| 4  | Milky Chance                            | Stolen Dance                     |
| 5  | Cats on Trees                           | Sirens Calls                     |
| 6  | Kyo                                     | Le Graal                         |
| 7  | Imagine Dragons                         | Demons                           |
| 8  | Sam Smith                               | Stay with Me                     |
| 9  | Lilly Wood and the Prick & Robin Schulz | Prayer in C (Robin Schulz remix) |
| 10 | Sia                                     | Chandelier                       |
| 11 | Daft Punk featuring Julian Casablancas  | Instant Crush                    |
| 12 | Corson                                  | Raise me up (Je respire encore)  |
| 13 | Julien Doré                             | Paris-Seychelles                 |
| 14 | John Legend                             | All of Me                        |
| 15 | Indila                                  | Dernière Danse                   |
| 16 | Mr Probz                                | Waves (Robin Schulz remix)       |
| 17 | Calogero                                | Un jour au mauvais endroit       |
| 18 | Black M                                 | Sur ma route                     |
| 19 | OneRepublic                             | Counting Stars                   |
| 20 | Michael Jackson & Justin Timberlake     | Love Never Felt So Good          |

## Sources
- Classement radio hebdomadaire
- Bilan radio TV clubs 2014

## Chronologie
- Liste des titres musicaux numéro un au classement radio en France en 2013